# Seznam apoštolských vikariátů
Toto je seznam apoštolských vikariátů katolické církve:

## Amerika
- Napo (Ekvádor), zřízen 7. února 1871
- Zamora (Ekvádor), zřízen 17. února 1893
- Méndez (Ekvádor), zřízen 17. února 1893
- Puerto Maldonado (Peru), zřízen 4. července 1913
- Bluefields (Nikaragua), zřízen 2. prosince 1913
- El Beni (Bolívie), zřízen 1. prosince 1917
- Camiri (Bolívie), zřízen 22. května 1919
- Iquitos (Peru), zřízen 22. února 1921
- Caroní (Venezuela), zřízen 4. března 1922
- Darién (Panama), zřízen 29. listopadu 1925
- Yurimaguas (Peru), zřízen 3. června 1936
- Pando (Bolívie), zřízen 29. dubna 1942
- Reyes (Bolívie), zřízen 1. září 1942
- Chaco (Paraguay), zřízen 11. března 1948
- Pilcomayo (Paraguay), zřízen 14. července 1950
- Ñuflo de Chávez (Bolívie), zřízen 13. prosince 1951
- Puerto Ayacucho (Venezuela), zřízen 7. května 1953
- Tucupita (Venezuela), zřízen 30. července 1954
- Aysén (Chile), zřízen 8. května 1955
- San José de Amazonas (Peru), zřízen 3. července 1955
- Pucallpa (Peru), zřízen 2. března 1956
- Requena (Peru), zřízen 2. března 1956
- San Ramón (Peru), zřízen 2. března 1956
- Esmeraldas (Ekvádor), zřízen 14. listopadu 1957
- Puyo (Ekvádor), zřízen 29. září 1964
- Saint Pierre a Miquelon, zřízen 16. listopadu 1970
- Jaén (Peru), zřízen 24. dubna 1971
- El Petén (Guatemala), zřízen 3. února 1984
- Aguarico (Ekvádor), zřízen 2. července 1984
- San Miguel de Sucumbíos (Ekvádor), zřízen 2. července 1984
- San Vicente-Puerto Leguízamo (Kolumbie), zřízen 9. prosince 1985
- Izabal (Guatemala), zřízen 12. března 1988
- Inírida (Kolumbie), zřízen 30. listopadu 1996
- Mitú (Kolumbie), zřízen 30. listopadu 1996
- Trinidad (Kolumbie), zřízen 29. října 1999
- Puerto Carreño (Kolumbie), zřízen 22. prosince 1999
- Puerto Gaitán (Kolumbie), zřízen 22. prosince 1999
- Tierradentro (Kolumbie), zřízen 17. února 2000
- Leticia (Kolumbie), zřízen 23. října 2000
- San Andrés y Providencia (Kolumbie), zřízen 5. prosince 2000
- Guapi (Kolumbie), zřízen 13. února 2001
- Galapágy (Ekvádor), zřízen 15. července 2008

## Afrika
- Alexandrie (Egypt), zřízen 18. května 1839
- Harar (Etiopie), zřízen 4. května 1846
- Nekemte (Etiopie), zřízen 25. března 1937
- Benghází (Libye), zřízen 22. června 1939
- Derna (Libye), zřízen 22. června 1939
- Tripolis (Libye), zřízen 22. června 1939
- Hosanna (Etiopie), zřízen 13. února 1940
- Awasa (Etiopie), zřízen 15. března 1979
- Ingwavuma (Jihoafrická republika), zřízen 19. listopadu 1990
- Meki (Etiopie), zřízen 21. prosince 1991
- Rundu (Namibie), zřízen 14. března 1994
- Isiolo (Keňa), zřízen 15. prosince 1995
- Bomadi (Nigérie), zřízen 15. prosince 1996
- Francistown (Botswana), zřízen 27. června 1998
- Kontagora (Nigérie), zřízen 21. května 2002
- Rodrigues (Mauricius), zřízen 31. října 2002
- Soddo (Etiopie), zřízen 20. ledna 2009
- Mongo (Čad), zřízen 3. června 2009
- Gambella (Etiopie), zřízen 5. prosince 2009
- Jimma-Bonga (Etiopie), zřízen 5. prosince 2009
- Donkorkrom (Ghana), zřízen 19. ledna 2010
- Komory, zřízen 1. května 2010

## Asie
- Istanbul (Turecko), zřízen 15. dubna 1742
- Aleppo (Sýrie), zřízen 27. června 1762
- Phnompenh (Kambodža), zřízen 30. srpna 1850
- Arábie (zahrnuje Saúdskou Arábii, Bahrajn, Spojené arabské emiráty, Omán, Katar a Jemen), zřízen 4. května 1888
- Calapan (Filipíny), zřízen 12. července 1951
- Vientiane (Laos), zřízen 13. března 1952
- Bejrút (Libanon), zřízen 4. června 1953
- Kuvajt, zřízen 2. prosince 1954
- Puerto Princesa (Filipíny), zřízen 3. července 1955
- Savannakhet (Laos), zřízen 24. února 1958
- Jolo (Filipíny), zřízen 12. července 1958
- Luang Prabang (Laos), zřízen 1. března 1963
- Pakse (Laos), zřízen 12. června 1967
- San José in Mindoro (Filipíny), zřízen 27. ledna 1983
- Anatolie (Turecko), zřízen 30. listopadu 1990
- Bontoc-Lagawe (Filipíny), zřízen 6. července 1992
- Tabuk (Filipíny), zřízen 6. července 1992
- Taytay (Filipíny), zřízen 13. května 2002
- Brunej, zřízen 20. října 2004
- Nepál, zřízen 10. února 2007
- Kvéta (Pákistán), zřízen 29. dubna 2010

## Evropa
- Soluň (Řecko), zřízen 18. března 1926